# Sinais e sintomas da doença de Parkinson

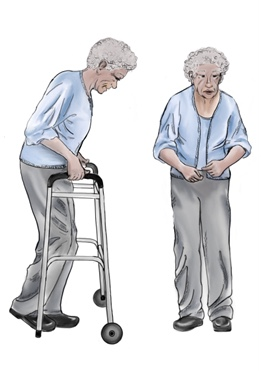
Paciente com doença de Parkinson apresentando postura típica de caminhada flexionada em estágio avançado

Os sinais e sintomas da doença de Parkinson são numerosos. A doença de Parkinson afeta o movimento, provocando sintomas motores. Sintomas não motores, que incluem disautonomia, problemas cognitivos e neurocomportamentais e dificuldades sensoriais e de sono, também são comuns. Quando outras doenças apresentam  sintomas semelhantes aos da doença de Parkinson, elas são categorizadas como parkinsonismo.

## Motor
Quatro sintomas motores são considerados sinais cardinais na DP: lentidão de movimento ( bradicinesia ), tremor, rigidez e instabilidade postural. Típico da DP é uma distribuição assimétrica inicial desses sintomas, no qual, no curso da doença, uma progressão gradual para sintomas bilaterais se desenvolve, embora alguma assimetria geralmente persista. Outros sintomas motores incluem distúrbios da marcha e da postura, como redução do balanço dos braços, postura flexionada para a frente e pequenos passos ao caminhar; distúrbios da fala e da deglutição; e outros sintomas, como expressão facial semelhante a uma máscara ou caligrafia pequena, são exemplos dos numerosos problemas motores comuns que podem aparecer em pacientes com DP.

### Signos cardinais
Quatro sinais motores são considerados cardinais na DP: tremor, rigidez, bradicinesia e instabilidade postural (também conhecida como parkinsonismo).
- Tremor é o sinal mais aparente e conhecido.[1] também o mais comum; embora cerca de 30% dos indivíduos com DP não tenham tremor no início da doença, a maioria o desenvolve à medida que a doença progride.[1] Geralmente é um tremor de repouso, máximo quando o membro está em repouso e desaparecendo com movimento voluntário e sono.[1] Afeta em maior extensão a parte mais distal do membro e, no início, geralmente aparece em apenas um braço ou perna, tornando-se bilateral mais tarde durante o curso da doença.[1] A frequência do tremor da DP é entre 4 e 6 hertz (ciclos por segundo). É um tremor de pronação-supinação que é descrito como "rolar pílula"; ou seja, o dedo indicador da mão tende a entrar em contato com o polegar e eles realizam um movimento circular juntos.[1][2] Esse termo foi dado devido à semelhança do movimento em pacientes com DP com a antiga técnica farmacêutica de fazer pílulas manualmente.[2] O tremor da DP não melhora com a ingestão de álcool, ao contrário do tremor essencial.[1]
- A rigidez é caracterizada por um aumento do tônus muscular (uma contração excessiva e contínua dos músculos) que produz rigidez e resistência ao movimento nas articulações.[1] A rigidez pode estar associada à dor nas articulações, sendo essa dor uma manifestação inicial frequente da doença.[1] Quando os membros da pessoa com DP são movidos passivamente por outros, uma "rigidez em roda dentada" é comumente vista.[1] Os solavancos semelhantes a rodas dentadas ou de catraca são caracterizados pela articulação se movendo em oposição ao movimento fluido normal; quando um músculo é tentado externamente a se mover, ele resiste a princípio, mas com força suficiente, ele é parcialmente movido até que resista novamente, e somente com mais força, ele será movido.[1][3][4] combinação de tremor e aumento do tônus é considerada a origem da rigidez em roda dentada.[5]
- Bradicinesia e acinesia: a primeira é lentidão do movimento, enquanto a última é a ausência dele.[1] É a característica clínica mais comum da DP e está associada a dificuldades ao longo de todo o processo de movimento, do planejamento à iniciação e, finalmente, à execução de um movimento.[1] O desempenho de movimentos sequenciais e simultâneos também é prejudicado.[1] A bradicinesia é o sintoma mais incapacitante nos estágios iniciais da doença.[3] As manifestações iniciais da bradicinesia são problemas ao realizar tarefas da vida diária que exigem controle motor fino, como escrever, costurar ou se vestir.[1] A avaliação clínica é baseada em tarefas semelhantes que consistem em movimentos alternados entre as duas mãos ou pés.[3] A bradicinesia não é igual para todos os movimentos ou momentos. Ela é modificada pela atividade ou estado emocional do sujeito a ponto de alguns pacientes que mal conseguem andar, serem capazes de andar de bicicleta.[1] Geralmente, os pacientes têm menos dificuldades quando algum tipo de sugestão externa é fornecida.[1][6]

- Instabilidade postural: Nos estágios finais, a instabilidade postural é típica, o que leva ao equilíbrio prejudicado e quedas frequentes, e secundariamente a fraturas ósseas.[1] A instabilidade geralmente está ausente nos estágios iniciais, especialmente em pessoas mais jovens.[2] Até 40% dos pacientes podem sofrer quedas e cerca de 10% podem ter quedas semanalmente, com o número de quedas relacionado à gravidade da DP. É produzida por uma falha dos reflexos posturais, juntamente com outros fatores relacionados à doença, como hipotensão ortostática ou alterações cognitivas e sensoriais.[1]

### Outros sintomas motores

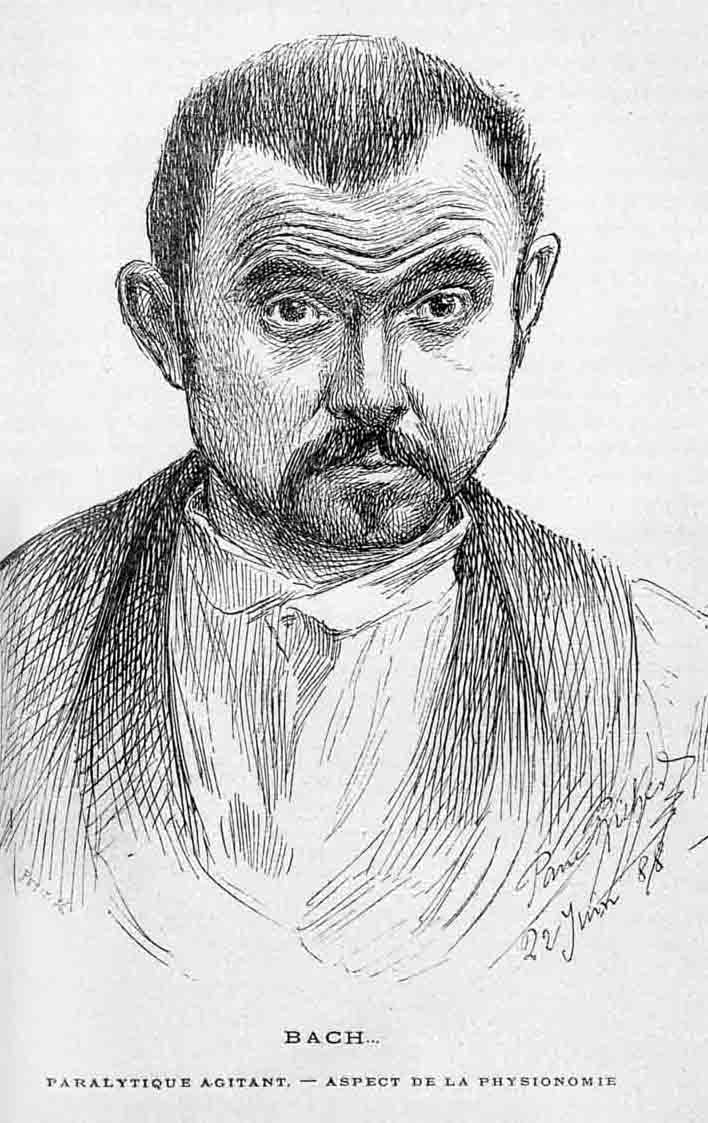
Desenho do rosto de um paciente com doença de Parkinson mostrando hipomimia. A representação apareceu na Nouvelle Iconographie de la Salpètrière, volume 1 (1888)

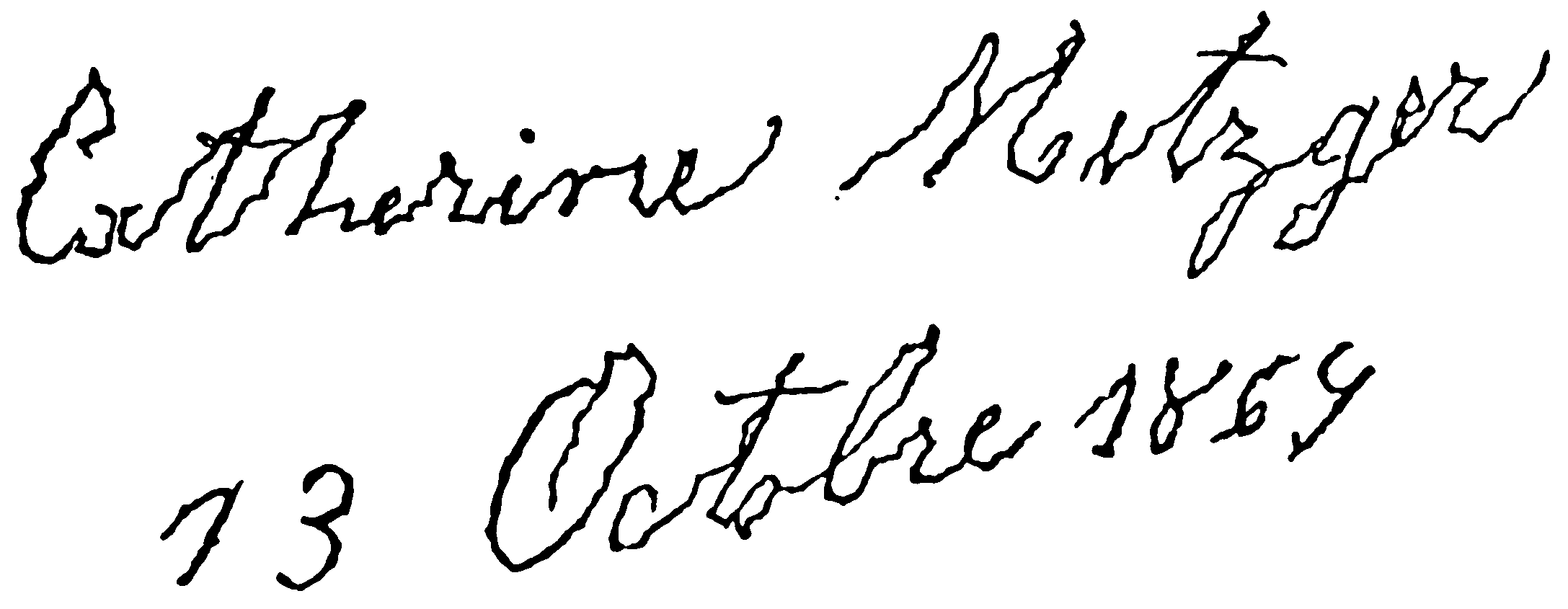
Exemplo de escrita de um paciente com doença de Parkinson, possivelmente mostrando micrografia além de outras características anormais. publicado por Jean-Martin Charcot em 1879: O texto que acompanha a imagem afirmava: "Os traços que formam as letras são muito irregulares e sinuosos, enquanto as irregularidades e sinuosidades são de uma largura muito limitada. Em um exame cuidadoso deste espécime de escrita, será percebido que os traços para baixo são todos, com exceção da primeira letra, feitos com firmeza comparativa e são, de fato, quase normais — os traços para cima mais finos, ao contrário, são todos trêmulos na aparência, e é à instabilidade dessas linhas que o caráter peculiar da escrita aqui é principalmente devido."

Quatro sintomas motores são considerados sinais cardinais na DP: lentidão de movimento ( bradicinesia ), tremor, rigidez e instabilidade postural. Típico da DP é uma distribuição assimétrica inicial desses sintomas, no qual, no curso da doença, uma progressão gradual para sintomas bilaterais se desenvolve, embora alguma assimetria geralmente persista. Outros sintomas motores incluem distúrbios da marcha e da postura, como redução do balanço dos braços, postura flexionada para a frente e pequenos passos ao caminhar; distúrbios da fala e da deglutição; e outros sintomas, como expressão facial semelhante a uma máscara ou caligrafia pequena, são exemplos dos numerosos problemas motores comuns que podem aparecer em pacientes com DP.
- Distúrbios da marcha e postura:
  - A marcha arrastada[1] é caracterizada por passos curtos, com os pés mal saindo do chão. Pequenos obstáculos tendem a fazer o paciente tropeçar.
  - Diminuição do balanço do braço-swing[1]
  - Girar em bloco, em vez da torção usual do pescoço e do tronco e girar nos dedos dos pés, é quando os pacientes com DP mantêm seus pescoços e troncos rígidos, exigindo vários pequenos passos para realizar uma curva.
  - Camptocormia[1]  é uma postura curvada e flexionada para a frente. Em formas graves, a cabeça e os ombros superiores podem ser dobrados em um ângulo reto em relação ao tronco.[7]
  - Festinação[1] ié uma combinação de postura curvada, desequilíbrio e passos curtos. Isso leva a uma marcha que fica progressivamente mais rápida e rápida, geralmente terminando em uma queda.
  - O congelamento da marcha, também chamado de bloqueios motores, é uma manifestação de acinesia.[1]  congelamento da marcha é caracterizado por uma incapacidade repentina de mover as extremidades inferiores, que geralmente dura menos de 10 segundos.[1] Pode piorar em espaços apertados e desorganizados, ao tentar iniciar a marcha ou se virar, ou ao se aproximar de um destino.[1] O congelamento melhora com o tratamento e também com técnicas comportamentais, como marchar sob comando ou seguir um determinado ritmo.[1]
  - Distonia[1]  é uma contração muscular de torção anormal, sustentada e às vezes dolorosa, geralmente afetando o pé e o tornozelo (principalmente flexão dos dedos e inversão do pé), o que geralmente interfere na marcha.
  - Escoliose é uma curvatura anormal da coluna vertebral.[1]
- Distúrbios da fala e da deglutição:
  - Hipofonia[1] (fala suave).
  - MFala monótona — a qualidade tende a ser suave, rouca e monótona.[1]
  - Fala festiva — fala excessivamente rápida, suave e pouco inteligível.
  - A baba é provavelmente causada por uma deglutição fraca e pouco frequente.[1]
  - Disfagia é uma capacidade prejudicada de engolir, que no caso da DP provavelmente está relacionada à incapacidade de iniciar o reflexo de deglutição ou por um movimento laríngeo ou esofágico muito longo. Pode levar à pneumonia por aspiração.[1]
  - Disartria é uma forma de distúrbio da fala.[1]
- Outros sintomas e sinais motores:
  - Fadiga
  - Hipomimia[1] (um rosto em forma de máscara).
  - Dificuldade em rolar na cama ou levantar-se de uma posição sentada.[1]
  - Micrografia[1] (caligrafia pequena e apertada).
  - Destreza motora fina e coordenação motora prejudicadas.[1]
  - ICoordenação motora grossa prejudicada.
  - Acatisia (um desejo desagradável de se mover, frequentemente relacionado à medicação).
  - Reemergência de reflexos primitivos.[1]
  - Reflexo glabelar.

## Neuropsiquiátrico
| Problema de humor | Prevalência |
| ----------------- | ----------- |
| Depressão         | 58%         |
| Apatia            | 54%         |
| Ansiedade         | 49%         |

A DP causa distúrbios neuropsiquiátricos, que incluem principalmente distúrbios cognitivos, distúrbios de humor e problemas de comportamento, e pode ser tão incapacitante quanto os sintomas motores.
A L-Dopa é o medicamento amplamente utilizado no tratamento da DP, é descarboxilada pela descarboxilase de L-aminoácido aromático (AADC), encontrada em neurônios dopaminérgicos e serotoninérgicos. Os neurônios serotoninérgicos convertem a L-Dopa em dopamina e provocando morte neuronal excessiva, criando espécies reativas de oxigênio e quinoproteínas . A associação da serotonina com o humor e a cognição pode explicar alguns dos efeitos colaterais observados em pacientes tratados com L-Dopa devido ao déficit de serotonina.
Os sintomas motores predominam nos estágios iniciais da DP, na maioria dos casos. Já os distúrbios cognitivos (como comprometimento cognitivo leve ou demência) surgem com o progresso da doença. O início do parkinsonismo na DP em relação à demência é usado como um critério arbitrário para diferenciar clinicamente a demência da doença de Parkinson (PDD) e a demência com corpos de Lewy (DLB) usando uma 'regra de um ano'. O início da demência dentro de 12 meses ou ao mesmo tempo que as disfunções motoras é qualificado como DCL, enquanto no DDP, o parkinsonismo precisa preceder a demência em pelo menos um ano.
Em alguns casos, ocorrem distúrbios cognitivos que afetam diferentes domínios como funções executivas, linguagem, memória e habilidades visoespaciais,  mesmo nos estágios iniciais da doença. Uma proporção muito elevada de pacientes apresenta comprometimento cognitivo leve à medida que a doença avança. Os déficits mais comuns em pacientes não dementes são:
- Disfunção executiva, que se traduz em alterações de cenário, resolução deficiente de problemas e flutuações na atenção, entre outras dificuldades.[12]
- Velocidade cognitiva reduzida (bradifrenia).[12]
- Podem ocorrer problemas de memória, especialmente na recordação de informações aprendidas, com uma melhora importante com dicas. A memória de reconhecimento é menos prejudicada do que a recordação livre, apontando mais para um problema de recuperação do que de codificação.[12]
- Em relação à linguagem, os pacientes apresentam problemas em testes de fluência verbal.[12]
- Dificuldades nas habilidades visoespaciais, que são vistas quando a pessoa com DP é, por exemplo, solicitada a realizar testes de percepção facial e percepção de orientação de linhas .[12]

Os déficits tendem a piorar com o tempo, evoluindo em muitos casos para demência . Um paciente com DP apresenta um risco de duas a seis vezes maior de desenvolvê-la, e a taxa geral em pessoas com a doença é de cerca de 30%. A prevalência da demência aumenta em relação à duração da doença, podendo atingir os 80%. A demência está associada a uma redução da qualidade de vida em pacientes e cuidadores, aumento da mortalidade e maior probabilidade de mudança para um lar de idosos.
Problemas cognitivos e demência, em geral, são acompanhados por alterações de comportamento e humor, embora esses tipos de alterações também sejam mais comuns em pacientes sem comprometimento cognitivo do que na população. As questões relacionadas ao humor mais frequentes incluem:
- A depressão[1] é bem reconhecida na DP. Ela foi identificada como "melancolia" por James Parkinson em seu relatório original da doença em 1817. As taxas de prevalência estimadas de depressão variam amplamente de acordo com a população amostral e a metodologia utilizada. Os sintomas depressivos, independentemente dos critérios DSM classicamente definidos para depressão, estão presentes em 35% dos pacientes[13] Existe um risco aumentado para qualquer indivíduo com depressão desenvolver a doença de Parkinson mais tarde.[14][15][16] Acredita-se cada vez mais que seja uma consequência da doença e não uma reação emocional à deficiência, embora muitas evidências mostrem que a relação entre depressão e DP é bidirecional.[17][18] Os fatores de risco gerais para a depressão são, na verdade, marcadores mais fortes para a depressão em pacientes com DP do que os fatores específicos da DP.[19] Como o Parkinson afeta muitas áreas do cérebro que controlam o humor (especificamente o lobo frontal, bem como as áreas que produzem serotonina, norepinefrina e dopamina ), pode ocorrer depressão.  A depressão é uma das condições neuropsiquiátricas mais comuns encontradas em pacientes com DP e está associada à progressão mais rápida dos sintomas físicos e a um maior declínio nas habilidades cognitivas. A depressão em pacientes com DP foi considerada mais preditiva de incapacidade geral do que a incapacidade motora da DP. Um achado interessante é que, embora uma alta taxa de depressão seja observada em pacientes com DP, a incidência de suicídio é menor neste grupo de pacientes.  Muitos dos sintomas da DP podem sobrepor-se aos da depressão, tornando o diagnóstico uma questão difícil.[20]
- Apatia[1]
- Ansiedade[1] é observada; 70% dos indivíduos com DP diagnosticados com depressão preexistente desenvolvem ansiedade. Cerca de 90% dos pacientes com DP e ansiedade preexistente desenvolvem posteriormente depressão, apatia ou abulia.

Comportamentos obsessivo-compulsivos (também conhecidos como transtornos de controle de impulsos ), como desejo, compulsão alimentar, hipersexualidade, jogo patológico, trocadilhos ou outros, também podem aparecer no DP e têm sido relacionados a uma síndrome de desregulação da dopamina associada aos medicamentos para a doença.
Sintomas psicóticos são comuns no TP, geralmente associados à terapia com dopamina. Os sintomas de psicose, ou comprometimento do teste de realidade, são alucinações, geralmente visuais, menos comumente auditivas e raramente em outros domínios, incluindo tátil, gustativo ou olfativo, ou delírios, ou seja, crenças irracionais. As alucinações são geralmente estereotipadas e sem conteúdo emocional. Inicialmente, os pacientes geralmente têm percepção de que as alucinações são benignas em termos de impacto imediato, mas têm implicações prognósticas ruins, com risco aumentado de demência, agravamento dos sintomas psicóticos e mortalidade. Delírios ocorrem em cerca de 5-10% dos pacientes tratados e são consideravelmente mais perturbadores, sendo de natureza paranoica, de infidelidade conjugal ou abandono familiar. A psicose é um fator de risco independente para a colocação em lares de idosos.
Alucinações podem ocorrer em síndromes parkinsonianas por vários motivos. Existe uma sobreposição entre DP e demência com corpos de Lewy, de modo que, onde os corpos de Lewy estão presentes no córtex visual, podem ocorrer alucinações. Alucinações também podem ser provocadas por estimulação dopaminérgica excessiva. A maioria das alucinações são de natureza visual, geralmente formadas por pessoas ou animais familiares, e geralmente não são ameaçadoras por natureza. Alguns pacientes acham-nas reconfortantes; no entanto, seus cuidadores muitas vezes acham essa parte da doença mais perturbadora, e a ocorrência de alucinações é um grande fator de risco para hospitalização. As opções de tratamento consistem em modificar a dosagem dos medicamentos dopaminérgicos tomados diariamente, adicionar um medicamento antipsicótico, como a quetiapina, ou oferecer aos cuidadores uma intervenção psicossocial para ajudá-los a lidar com as alucinações.

## Dormir

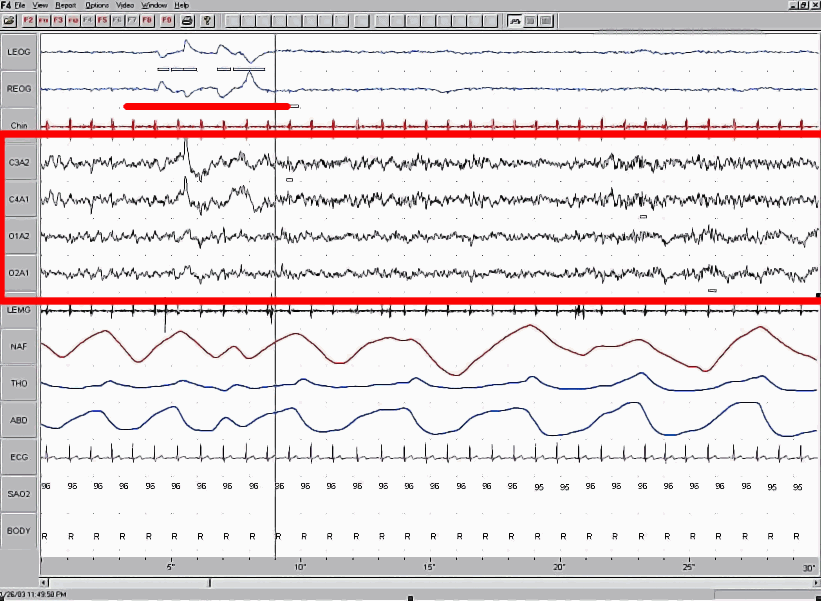
O sono com movimentos rápidos dos olhos é alterado na DP, ao contrário do registro polissonográfico de EEG mostrado, que representa o REM normal.

Os problemas de sono podem ser agravados pelos medicamentos para a DP, mas são uma característica central da doença. A disfunção do sono na DP tem impactos negativos significativos na qualidade de vida do paciente e do cuidador. Alguns sintomas comuns são:
- Sonolência diurna excessiva[1]
- Insônia, caracterizada principalmente pela fragmentação do sono[1]
- Distúrbios do sono com movimento rápido dos olhos : sonhos perturbadoramente vívidos e transtorno do comportamento com movimento rápido dos olhos, caracterizado pela atuação de acordo com o conteúdo do sonho: aparece em um terço dos pacientes e é um fator de risco para DP na população em geral.[1]

## Percepção
- Propriocepção prejudicada (a consciência da posição corporal no espaço tridimensional)
- A redução ou perda do olfato ( hiposmia ou anosmia ) [1] pode ser um marcador precoce da doença.[1]
- Parestesias[1]

## Autonômico
- Hipotensão ortostática[1] levando a tonturas e desmaios
- Pele oleosa[23]
- Incontinência urinária[1] (tipicamente na progressão tardia da doença) e noctúria (levantar-se durante a noite para urinar)
- A função sexual alterada[1] é caracterizada por comprometimento profundo da excitação sexual, comportamento, orgasmo e desejo, e é encontrada na DP média e tardia.
- Sudorese excessiva[1]

## Gastrointestinal
A doença de Parkinson causa constipação e dismotilidade gástrica grave o suficiente para colocar em risco o conforto e até a saúde. Um fator para isso é o aparecimento de corpos de Lewy e neuritos de Lewy, mesmo antes de estes afetarem o funcionamento da substância negra nos neurônios do sistema nervoso entérico que controlam as funções intestinais.

## Neuro-oftalmológico
A DP está relacionada a diferentes anormalidades oftalmológicas produzidas pelas alterações neurológicas. Entre eles estão:
- Taxa de piscar diminuída[1]
- Irritação da superfície ocular[1]
- Alteração no filme lacrimal[1]
- Alucinações visuais[1]
- Diminuição da convergência ocular[1]
- Blefaroespasmo[1]
- Anormalidades na perseguição ocular, fixação ocular[27] e movimentos sacádicos[1]
- Dificuldades em abrir as pálpebras[1] Isto pode ter particular relevância ao conduzir. Foi demonstrado que as pessoas com Parkinson são menos precisas na identificação de pontos de referência e placas de trânsito enquanto dirigem.[28]
- Limitações no olhar para cima[1]
- Visão turva[26]
- Diplopia (visão dupla), produzida pela redução da convergência ocular.[26]